# Liste der Bischöfe von Košice

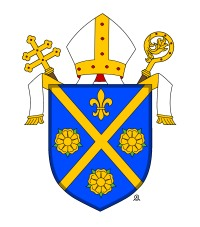
Wappen des Erzbistums Košice

## Bischöfe
Die folgenden Personen sind/waren Bischöfe/Erzbischöfe des Bistums/Erzbistums Košice:
| Nr. | Bischof                    | von  | bis  | Beschreibung | Darstellung | Wappen |
| --- | -------------------------- | ---- | ---- | --- | ----------- | ------ |
| 01  | Andrej (André) Szabó       | 1804 | 1819 | * 11. Januar 1738 in Alsomjek, am 14. Februar 1761 in Eger (Ungarn) zum Priester geweiht, am 20. August 1804 zum Bischof von Košice ernannt, geweiht 18. November 1804, † 28. September 1819                                                                        |             |        |
| 02  | Stefan Cech (István Csech) | 1821 | 1831 | * 22. Mai 1762 in Prešov, am 1. Oktober 1786 zum Priester geweiht, am 26. September 1814 zum Bischof von Belgrad ernannt, geweiht am 15. Mai 1815, am 8. Januar 1821 Bischof von Košice, † 4. Juni 1831                                                             |             |        |
| 03  | Imrich Palugyay            | 1831 | 1839 | * 31. Oktober 1780 in Palúdzka, am 4. Dezember 1803 zum Priester geweiht, 1830 zum Bischof von Košice ernannt, geweiht am 6. Mai 1831, am 13. Februar 1839 Bischof von Nitra, † 27. Juli 1858                                                                       |             |        |
| 04  | Anton Ocskay               | 1838 | 1848 | * 5. Juni 1795 in Boliarov, am 2. August 1818 zum Priester geweiht, am 17. Mai 1838 zum Bischof von Košice ernannt, geweiht am 18. August 1839, † 11. September 1848                                                                                                |             |        |
| 05  | Jozef Kunszt               | 1850 | 1852 | * 28. Juni 1790 in Zubrohlava, 1813 zum Priester geweiht, am 20. Mai 1850 zum Bischof von Košice ernannt, geweiht 25. August 1850, am 15. März 1852 Erzbischof von Kalocsa, (Ungarn), † 15. Januar 1866                                                             |             |        |
| 06  | Ignác Fábry                | 1852 | 1867 | * 28. Februar 1792 in Sátoraljaújhely, (Ungarn), am 1. August 1815 zum Priester geweiht, am 15. März 1852 zum Bischof von Košice ernannt, geweiht am 30. November 1852, † 26. Juni 1867                                                                             |             |        |
| 07  | Ján Perger                 | 1868 | 1876 | * 5. März 1819 in Čertižné, am 20. Juli 1842 in Eger (Ungarn), zum Priester geweiht, am 13. März 1868 zum Bischof von Košice ernannt, geweiht am 28. Juni 1868, war Konzilsvater beim 1. Vaticanum (1870),† 5. April 1876                                           |             |        |
| 08  | Konštantín Schuster        | 1877 | 1886 | * 31. Juli 1817 in Skalica, (Slowakei), 1840 zum Priester geweiht Piarist, am 1. Juli 1877 zum Bischof von Košice ernannt, geweiht 23. September 1877, 1886 Bischof von Vác,† 23. Juli 1899                                                                         |             |        |
| 09  | Zigmund Bubics             | 1887 | 1906 | * 17. März 1821 in Ozora, (Ungarn), am 2. Juli 1844 zum Priester geweiht, am 30. Mai 1887 zum Bischof von Košice ernannt, geweiht am 20. November 1887, emeritiert Oktober 1906, † 22. Mai 1907                                                                     |             |        |
| 10  | Augustín Fischer-Colbrie   | 1906 | 1925 | * 16. Oktober 1863 in Zeliezovce, am 20. März 1886 in Esztergom zum Priester geweiht, am 27. Dezember 1904 zum Titularbischof von Domitiopolis und Koadjutorbischof von Košice ernannt, geweiht 12. März 1905, am 6. August 1906 Bischof von Košice, † 17. Mai 1925 |             |        |
| 11  | Stefan Madarász            | 1939 | 1948 | * 10. Juli 1884 in Trnava, am 3. Januar 1907 zum Priester geweiht, am 19. Juli 1939 zum Bischof von Košice ernannt, geweiht am 24. August 1939, † 8. August 1948 |             |        |
| 12  | Alojz Tkáč                 | 1990 | 2010 | * 2. März 1934 in Ohradzany, am 25. Juni 1961 zum Priester geweiht, am 14. Februar 1990 zum Bischof von Košice ernannt, Bischofsweihe am 17. März 1990, Ernennung zum Erzbischof am 31. März 1995, emeritiert am 4. Juni 2010, † 23. Mai 2023.                      |             |        |
| 13  | Bernard Bober              | 2010 |      | von 1993 bis 2010 Weihbischof in Košice, am 4. Juni 2010 zum Erzbischof ernannt. |             |        |

## Weihbischöfe
Die folgenden Personen sind/waren Weihbischöfe im Bistum/Erzbistum Košice:
| Nr. | Bischof            | von  | bis  | Beschreibung | Darstellung | Wappen |
| --- | ------------------ | ---- | ---- | --- | ----------- | ------ |
| 01  | Jozef Cársky       | 1925 | 1962 | * 9. Mai 1886 in Gbely, (Ungarn), am 26. Juli 1909 zum Priester geweiht, am 30. März 1925 zum Titularbischof von Thagora und Apostolischer Administrator von Rožňava ernannt, geweiht am 14. Juni 1925, am 12. November 1925 Weihbischof in Košice, † 11. März 1962 |             |        |
| 02  | Bernard Bober      | 1993 | 2010 | * 3. November 1950 in Zbudské Dlhé, am 8. Juni 1974 in Košice zum Priester geweiht, am 28. Dezember 1992 Titularbischof von Vissalsa und Weihbischof in Košice ernannt, Bischofsweihe am 30. Januar 1993; am 4. Juni 2010 zum Erzbischof ernannt.                   |             |        |
| 03  | Stanislav Stolárik | 2004 | 2015 | * 27. Februar 1955 in Rožňava, am 11. Juni 1978 in Košice zum Priester geweiht, am 26. Februar 2004 zum Titularbischof von Barica und Weihbischof in Košice ernannt, geweiht am 20. März 2004; am 21. März 2015 zum Bischof von Rožňava ernannt.                    |             |        |
| 04  | Marek Forgáč       | 2016 |      | * 21. Januar 1974 in Košice, am 19. Juni 1999 zum Priester geweiht, am 11. Juni 2006 zum Titularbischof von Seleuciana und Weihbischof in Košice ernannt, geweiht am 1. September 2016.                                                                             |             |        |